# Заблоце-Козловське
Заблоце-Козловське (пол. Zabłocie Kozłowskie, нім. Sablotschen) — село в Польщі, у гміні Козлово Нідзицького повіту Вармінсько-Мазурського воєводства.
Населення — 43 особи (2011).
У 1975-1998 роках село належало до Ольштинського воєводства.

## Демографія
Демографічна структура станом на 31 березня 2011 року:
|          | Загалом | Допрацездатний вік | Працездатний вік | Постпрацездатний вік |
| -------- | ------- | ------------------ | ---------------- | -------------------- |
| Чоловіки | 26      | 6                  | 17               | 3                    |
| Жінки    | 17      | 5                  | 10               | 2                    |
| Разом    | 43      | 11                 | 27               | 5                    |